# 麻菜珩
麻菜珩岛，（珩读heng“横”）(北纬33°21′48″，东经121°20′48″)是江苏外海的沙洲岛。附近还有外磕脚岛。麻菜珩是中国领海基点之一。 